# Sky marshal
 (juin 2009).
Si vous disposez d'ouvrages ou d'articles de référence ou si vous connaissez des sites web de qualité traitant du thème abordé ici, merci de compléter l'article en donnant les références utiles à sa vérifiabilité et en les liant à la section « Notes et références ».
Un Sky marshal est, dans une compagnie aérienne, un agent de sûreté embarqué (ASE) armé (ou non) chargé d'assurer la sûreté des passagers et de l'équipage à bord d'un aéronef en vol.

## Histoire
À l’instar d’Israël, où des agents très spécialisés provenant des forces spéciales accompagnent tous les vols d’El Al, l’Allemagne, l’Autriche et la Suisse, étaient les trois seuls États à disposer, en Europe, d’un programme de type « Sky Marshals ».
En Suisse, les gardes de sûreté, appelés "Tigres", affectés à bord des aéronefs suisses utilisés dans le trafic aérien commercial international, surveillent le comportement des passagers et préviennent les actes illicites de nature à compromettre la sûreté à bord. L'engagement des gardes de sûreté est réglé par l'ordonnance du 14 novembre 1973 sur l'aviation (OSAv; RS 748.01), qui indique que fedpol assure la formation des "Tigres", se charge de leur affectation et procède à une analyse des risques et à une évaluation des dangers en rapport avec l'engagement. 
Les gardes de sûreté armés ont fait leur apparition à bord des aéronefs suisses en 1970 à la suite de la décision prise par le Conseil fédéral en réaction au détournement et à l'explosion d'un DC-8 de Swissair à Zarka, dans le désert jordanien. La Suisse est l'un des premiers États au monde à avoir affecté une telle unité spéciale au trafic aérien. 
L'Autriche recourt elle aussi à des gardes de sûreté dans le trafic aérien.
Les organes suisses et autrichiens chargés de la formation et de l'affectation de ces unités spéciales entretiennent depuis de longues années des contacts étroits et échangent régulièrement leurs expériences. 
Si la Suisse a signé de nombreuses conventions internationales et conclu de nombreux accords bilatéraux dans le domaine du trafic aérien, il n'en demeure pas moins que certaines questions spécifiques liées à l'engagement de gardes de sûreté dans l'aviation ne sont pas réglées. En vue du l'Euro 2008, l'Autriche a proposé à la Suisse en décembre 2007 de conclure un protocole d'accord dans le domaine des gardes de sûreté dans l'aviation. Le Conseil fédéral a désormais autorisé l'Office fédéral de la police (fedpol) à signer ledit protocole d'accord. 
En vue d'assurer la sécurité du droit, le protocole d'accord règle les détails de la coopération et prévoit en particulier que l’État qui détache les Tigres informe l’État dans lequel ils vont atterrir de leur affectation et d'éventuels incidents. Il règle également l'usage des armes après l'atterrissage et la question des compétences policières, qui doivent être en conformité avec les prescriptions de l’État qui a détaché les gardes de sûreté.
Au Canada, des agents de sécurité armés et spécialement entraînés de la Gendarmerie royale du Canada (GRC) sont également présents à bord sur certains vols de longue distance. Leur mandat principal consiste à veiller à ce que le poste de pilotage demeure inviolé. Notons encore que certaines entreprises privées se sont spécialisées dans ce genre d’activités.
Dans la foulée des attaques terroristes du 11 septembre 2001 et à la suite d’informations sur d’éventuelles menaces terroristes qu’elles avaient obtenues fin 2003, les autorités américaines avaient demandé à plusieurs compagnies aériennes européennes de renforcer les mesures de sécurité à bord des avions réalisant des liaisons considérées comme sensibles.
Les réactions des compagnies furent mitigées, certaines d’entre elles acceptant d’embarquer des policiers spécialisés, d’autres préférant annuler purement et simplement certains vols. 
Se penchant sur le sujet, la Commission européenne considéra les différentes positions des États membres, son souhait étant de ne pas traiter uniquement la problématique des « Sky Marshals », mais de l’inclure dans le cadre plus large du renforcement général des mesures de sécurité pouvant être mises en œuvre en cas de menaces terroristes sur certains vols.

### Normes
Un accord fut finalement trouvé, en mars 2009, entre le Parlement européen et les États membres. Il porte sur un nouveau règlement fixant «les règles communes dans le domaine de la sûreté de l’aviation civile». Parmi ces normes communes, l’on retrouve :
- les standards européens pour l’inspection et le filtrage des bagages et des passagers;
- l’autorisation d’agents de sûreté embarqué armés à bord des avions ;
- le screening des bagages de cabine ;
- le contrôle des accès ;
- la fouille de sûreté d’un avion ;
- la clé de répartition des coûts de sécurité entre les acteurs (aéroports, compagnies, autorités publiques, etc.)

En ce qui concerne plus précisément les officiers de sécurité à bord, le texte laisse la liberté aux États membres de les déployer ou non. En revanche, il stipule clairement que ces agents devront faire l’objet d’une sélection et d’une formation pointue et que les armes ne pourront pas être transportées à bord d’un aéronef, sauf si les conditions de sûreté requises ont été remplies et si l’État membre qui a délivré la licence d’exploitation a donné son autorisation.

### Situation en Irlande
L'Irlande ne dispose pas d'une agence de sky marshals dédiée, bien qu'il y ait un National Civil Aviation Security Committee (NCASC) au sein du Comité national de sécurité. Des capacités limitées sont fournies par l'Emergency Response Unit (ERU) de la Garda Síochána, l'unité tactique de la police nationale et le soutien de la Special Detective Unit (en) anti-terrorisme et des unités de forces spéciales Army Ranger Wing (ARW) dans certaines situations,. Le gouvernement irlandais autorise des marshals du Royaume-Uni, des États-Unis, du Canada, d'Israël, d'Australie et certains pays de l'UE à bord de vols internationaux provenant ou à destination de l'espace aérien irlandais, avec une information préalable. Les armes autorisées sont réglementées.